# Melbourne Symphony Orchestra
La Melbourne Symphony Orchestra (MSO) è un'orchestra sinfonica con sede a Melbourne in Australia.

## Storia
Melbourne ha un'antica tradizione di esecuzione di musica classica in Australia e la MSO è la più antica orchestra sinfonica australiana.
Il primo concerto venne dato l'11 dicembre 1906 con la direzione di Alberto Zelman, fondatore della MSO, che successivamente divenne il primo direttore d'orchestra australiano a dirigere la London Philharmonic Orchestra e la Berliner Philharmoniker. Nel 1934 assunse il nome di Australian Broadcasting Corporation radio orchestra. Fra il 1949 ed il 1965 venne denominata Victorian Symphony Orchestra.
L'orchestra riceve finanziamenti dal Government of Victoria (Australia), Government of Australia e da privati e aziende. Essa è costituita da 100 musicisti permanenti e l'attuale direttore principale (2009) è Oleg Caetani, insediatosi nel gennaio 2005. Recentemente, il suo contratto è stato esteso a tutto il 2010. Dopo l'integrazione con il Melbourne Chorale (2008), l'orchestra dispone di un suo coro, il MSO Chorus.
Il suo direttore di maggior durata è stato Hiroyuki Iwaki (1974-1997), nominato poi direttore onorario dell'orchestra nel 1989. Nel 1923 Bertha Jorgensen divenne la prima donna a dirigere un'orchestra professionistica in Australia, e la diresse per cinquant'anni divenendo così il direttore d'orchestra donna con la maggiore anzianità di servizio alla guida di un'orchestra su scala internazionale.  Gli attuali primi violini della Melbourne Symphony Orchestra sono (2009) Wilma Smith e Markus Tomasi.
La MSO ha una media di 250.000 spettatori l'anno a Melbourne e nella regione di Victoria realizzando circa 150 concerti per anno. L'Orchestra ha ospitato, nel corso della sua esistenza, musicisti come Igor' Fëdorovič Stravinskij, Mariss Jansons, Isaac Stern, Yehudi Menuhin, Jessye Norman, Arthur Rubinstein, Mstislav Rostropovich, Håkan Hagegård, Geoffrey Lancaster, Emanuel Ax, Jeffrey Tate, Lang Lang, Sumi Jo, Valentina Igoshina, John Williams e Nigel Kennedy per citare solo i più importanti direttori.
Essa è stata la prima orchestra australiana ad esibirsi all'estero, e la prima a suonare alla Carnegie Hall di New York. Le sue tournée in USA, Canada, Giappone, Corea del Sud, Europa (2000, 2007), Cina (2002), San Pietroburgo (2003) e Giappone (2005) le hanno portato fama internazionale. Nel gennaio 2007 l'Orchestra iniziò la sua seconda tournée in Europa visitando la Spagna, Parigi, Berlino e Milano. 
Nel gennaio 2000, i 104 membri dell'orchestra, sotto la direzione del direttore principale Markus Stenz, rappresentarono l'Australasia al Festival of the Five Continents alle Isole Canarie confrontandosi con orchestre come la Berliner Philharmoniker e la New York Philharmonic.
La MSO ha eseguito musica contemporanea e rock in numerose occasioni. Nel 1986 suonò con Elton John, realizzando l'album Live in Australia with the Melbourne Symphony Orchestra. Nel 1989, un concerto con John Farnham portò all'uscita del DVD Classic Jack Live. Nel 2004 suonò con il musicista rock Meat Loaf; il DVD Meat Loaf - Live with the Melbourne Symphony Orchestra raggiunse la prima posizione nelle classifiche di vendita dei DVD in Gran Bretagna. Altro importante concerto fu quello con il gruppo rock KISS del 28 febbraio 2003, nella cosiddetta KISS Symphony: Alive IV. La MSO ha suonato anche con Harry Connick, Jr. (2004), Ben Folds (2006) e Burt Bacharach (2008).
Fra le recenti registrazioni figurano le Sinfonie Vol. 1, 2 e 3 di Alexandre Tansman per l'etichetta Chandos.

## Direttori principali
- Alberto Zelman (1906-1927)
- Fritz Hart (1927-1932)
- Fritz Hart e Bernard Heinze assieme (1932-1937)
- Bernard Heinze (1937-1950; Sir Bernard dal 1949; l'orchestra cambiò il suo nome in Victorian Symphony Orchestra nel 1949)
- Alceo Galliera (1950-1951)
- Juan José Castro (1952-1953)
- Walter Susskind (1953-1955)
- Kurt Wöss (1956-1959)
- Georges Tzipine (1960-1965; l'orchestra riacquistò il suo nome Melbourne Symphony Orchestra nel 1965)
- Willem van Otterloo (1967-1970)
- Fritz Rieger (1971-1972)
- Hiroyuki Iwaki (1974-1997; venne nominato direttore emerito nel 1990, mantenendo il titolo fino alla morte nel 2006)
- Markus Stenz (1998-2004)
- Oleg Caetani (2005-2009)
- Tadaaki Otaka (2009-2012)
- Andrew Davis (2013-)